# 1951-es CCCF-bajnokság
Az 1951-es CCCF-bajnokság volt a torna ötödik kiírása. A tornán mindössze három csapat vett részt.

## A végeredmény
| Csapat     | M | Gy | D | V | RG | KG | GK  | Pont |
| ---------- | - | -- | - | - | -- | -- | --- | ---- |
| Panama     | 4 | 3  | 1 | 0 | 13 | 3  | +10 | 7    |
| Costa Rica | 4 | 2  | 1 | 1 | 13 | 5  | +8  | 5    |
| Nicaragua  | 4 | 0  | 0 | 4 | 4  | 22 | -18 | 0    |

| Costa Rica | 8 - 1 | Nicaragua  |
| Panama     | 2 - 0 | Costa Rica |
| Panama     | 4 - 0 | Nicaragua  |
| Panama     | 1 - 1 | Costa Rica |
| Costa Rica | 4 - 1 | Nicaragua  |
| Panama     | 6 - 2 | Nicaragua  |

- Győzelem=2 pont
- Döntetlen=1 pont
- Vereség=0 pont

Győzelmével Panama kvalifikálta magát az 1952-es pánamerikai bajnokságra.
| Győztes:           |
| ------------------ |
| PANAMA 1. győzelem |

## Külső hivatkozások
- A CCCF-bajnokság az RSSSF archívumában